# ТМ-62М

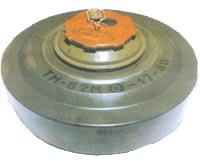
TM-62M

ТМ-62 — советская противотанковая мина, основная базовая модель семейства мин ТМ-62.
Позднее её производство было освоено в Болгарии на предприятии «Дунарит».

## Описание
ТМ-62М — (индекс обозначает материал корпуса: М — металл, Т — ткань, Д — дерево, Б — бескорпусная) противотанковая мина нажимного действия. Применяется со взрывателями типа: МВЧ (минный взрыватель с часовым механизмом замедления), МВП (с пневматическим механизмом замедления), МВШ (со штыревым датчиком цели). Взрыв происходит при наезде гусеницей танка или колесом автомобиля на верхнюю крышку мины.
Мина представляла собой плоскую округлую металлическую коробку. Внутри коробки помещался заряд взрывчатки, а сверху устанавливался взрыватель. Ручка для переноски мины выполнена из тесьмы и является легкосъёмной.
Мина может устанавливаться вручную или с помощью средств механизации.

## ТТХ
- Материал корпуса: металл.
- Масса: 9,5-10 кг.
- Масса взр. вещества (тротил, ТГА, МС): 7,5-8 кг.
- Диаметр: 32 см.
- Высота с МВ-62: 12.8 см.
- Высота с МВШ-62: 10.2 см.
- Диаметр датчика цели: 9 см.
- Чувствительность: 200—500 кг.
- Температурный диапазон применения: −50 — +50 градусов Цельсия